# Teleobecność
Teleobecność (ang. telepresence) – zbiór rozwiązań technicznych pozwalających sprawić wrażenie, że osoba faktycznie przebywająca w określonym miejscu jest postrzegana, że jest obecna gdzie indziej. W szczególności odnosi się wrażenie, że osoba przebywająca w odległym miejscu jest obecna w pobliżu albo przenosimy się w odległe miejsce, faktycznie bez zmiany lokalizacji.
Teleobecność ma na celu dostarczenia zmysłom użytkowników takich informacji, które pozwolą inaczej postrzegać faktyczne odległości. Do pewnego stopnia ma to miejsce w kinie czy przy oglądaniu telewizji. Podobnie w czasie rozmowy telefonicznej powstaje wrażenie kontaktu z rozmówcą. W tych przypadkach ważniejsza od kontaktu z urządzeniami technicznymi, jest treść przekazywanych informacji. Jednak ograniczenia wprowadzane przez te rozwiązania powodują niepełne wrażenia bezpośredniego kontaktu.
Teleobecność ma zastosowanie do interakcji pomiędzy użytkownikami przebywającymi w rzeczywiście istniejących miejscach. Wirtualna obecność natomiast ma miejsce w przypadku środowiska stworzonego sztucznie.

## Realizacja
Stworzenie wrażenia teleobecności, przekonującego dla użytkowników wymaga złożonych rozwiązań technicznych.

### Wizja
Wizualne odbieranie reakcji to wymagane minimum. Idealnym rozwiązaniem jest przekazywanie pełnego obrazu odległego miejsca z możliwością jego zmiany zgodnie z ruchami głowy. To odróżnia rozwiązania teleobecności od filmu czy telewizji, gdzie punkt widzenia nie może być sterowanych przez użytkownika. Aby to osiągnąć muszą być zastosowane duże ekrany lub wyświetlacze umieszczone w pobliżu oczu użytkownika. Szczególne przekonujące są rozwiązania przekazujące obraz trójwymiarowy. Ruchy głowy powinny być w czasie rzeczywistym rejestrowane i wykorzystane do sterowania kamerą.

### Dźwięk
Dźwięk jest najłatwiejszy do odtworzenia i to z bardzo wysoką jakością. Urządzenia elektroakustyczne są szeroko dostępne. Znacznie bardziej przekonujące wrażenia daje zastosowanie dźwięku stereofonicznego zamiast monofonicznego.

### Manipulacje
Zdolność do manipulowania odległymi obiektami lub wpływania na środowisko jest istotnym aspektem teleobecności i może być zrealizowane w różny sposób, zależnie od potrzeb. Na przykład ruchy rąk (położenie w przestrzenie i ruchy palców) są rejestrowane przez czujniki a robot w odległym miejscu odtwarza te ruchy możliwie dokładnie. Złożoność i dokładność elementów wykonawczych robota może być bardzo różna: od prostych manipulatorów po sztuczne ręce.

## Zastosowania

### Telekonferencje

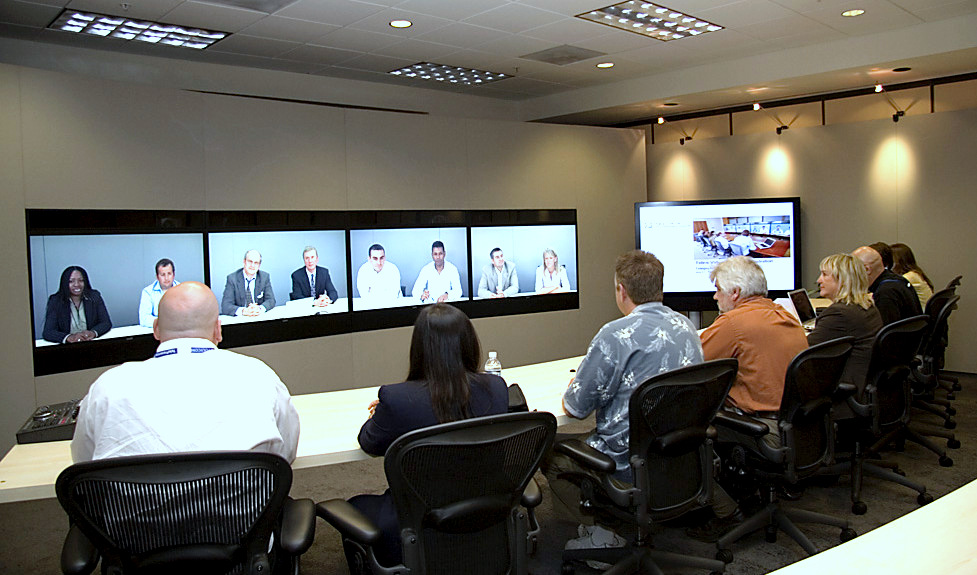
Sala konferencyjna teleobecności (Teliris Unified VirtuaLive)

Podróżowanie w celu spotkania z drugą osobą może być zastąpione konferencją na odległość przy użyciu wideofonu. Daje to oszczędność czasu i pieniędzy a ma także pozytywny wpływ na środowisko naturalne.
Teleobecność jest rozwinięciem rozwiązań wideokonferencji tak, aby spotkanie na odległość lepiej sprawiało wrażenie bezpośredniego kontaktu interpersonalnego. Uzyskuje się to poprzez takie rozmiary obrazu, aby uczestnicy konferencji byli w rozmiarach zbliżonych do naturalnych, wysoką jakość obrazu, aby obserwować "mowę ciała" oraz wysoką jakość dźwięku, aby odbierać szczegóły brzmienia mowy. Rozwiązania takie są obecnie już dość często stosowane, zwłaszcza przez duże korporacje.

### Prace w niebezpiecznym środowisku
Teleobecność znajduje zastosowanie w sytuacjach, gdy człowiek może być narażony na niebezpieczeństwo lub są to miejsca trudno dostępne lub w ogóle niedostępne dla człowieka.
Przykładami takich zastosowań są:
- górnictwo,
- prace podwodne
- rozbrajanie materiałów wybuchowych,
- ratownictwo ogniowe,
- ratownictwo chemiczne,
- kontrola rurociągów i podziemnych kanałów.

### Zdalna medycyna
Możliwość wykorzystania na odległość wiedzy i doświadczenia lekarza jest interesującym polem badań. Szczególne zainteresowanie wykorzystaniem teleobecności oraz telemanipulacji i telerobotyki wykazują siły zbrojne. Z odległego miejsca lekarze udzielaliby pomocy ofiarom na polu walki.
Odbyło się szereg demonstracji zdalnego udziału w czasie rzeczywistym w prowadzonych operacjach chirurgicznych.

### Edukacja
Teleobecność próbuje się wykorzystywać w doskonaleniu zawodowym nauczycieli poprzez kontakt z doświadczonym trenerem.
Teleobecność znajduje zastosowanie w przypadku prezentowania miejsc niedostępnych lub gdy obecność wielu osób byłaby niebezpieczna dla pokazywanych obiektów (jak np. rafy koralowe, egipskie grobowce czy obiekty sztuki).

## Komercyjne systemy teleobecności
Systemy teleobecności to najczęściej systemy wideokonferencyjne przeznaczone dla firm. Obejmują one specjalne przystosowane pomieszczenia, kamery, ekrany, nagłośnienie, komputery połączone siecią transmisyjną o wysokiej przepustowości. Według cen z 2009 taki system może kosztować nawet do 500 000 USD.
Bogaty wykaz podmiotów rynku rozwiązań teleobecności zamieszczono na stronie Telepresence and Videoconferencing Industry Website Directory.